# (3679) Condruses
(3679) Condruses est un astéroïde de la ceinture principale.

## Description
(3679) Condruses est un astéroïde de la ceinture principale. Il fut découvert le 24 février 1984 à La Silla par Henri Debehogne. Il présente une orbite caractérisée par un demi-grand axe de 2,20 UA, une excentricité de 0,22 et une inclinaison de 3,9° par rapport à l'écliptique.

## Compléments